# Сатовча (община)
Сатовча (болг. Община Сатовча) — община в Болгарии. Входит в состав Благоевградской области. Население составляет 17 380 человек (на 15 мая 2008 года).
Административный центр — село Сатовча.
Площадь территории общины 334,245 км².
Кмет (мэр) общины Сатовча — Арбен Мустафов Мименов (Движение за права и свободы (ДПС)) по результатам выборов.

## Состав общины
В состав общины входят следующие населённые пункты (сёла):
1. Боголин
2. Ваклиново
3. Вылкосел
4. Годешево
5. Долен
6. Жижево
7. Кочан
8. Крибул
9. Осина
10. Плетена
11. Сатовча
12. Слаштен
13. Туховишта
14. Фыргово